# Arthur Batanides
Arthur Batanides, né le 9 avril 1923 à Tacoma (État de Washington) et mort le 10 janvier 2000 à Los Angeles (Californie), est un acteur américain (parfois crédité Art Batanides).

## Biographie
Après des études d'art dramatique à Los Angeles, Arthur Batanides entame sa carrière d'acteur au théâtre et en particulier, joue une fois à Broadway (New York) en 1952, dans la pièce See the Jaguar de N. Richard Nash (avec James Dean et Arthur Kennedy).
Au cinéma, il contribue à quatorze films américains, depuis Mardi, ça saignera d'Hugo Fregonese (1954, avec Edward G. Robinson et Jean Parker) jusqu'à la série cinématographique des Police Academy (épisodes 2, 3, 4 et 6, ce dernier sorti en 1989), en passant notamment par La Fin d'un voyou de Paul Stanley (1959, avec John Saxon et Linda Cristal).
S'ajoute le film britannique Brannigan de Douglas Hickox (1975, avec John Wayne et Richard Attenborough).
Actif surtout à la télévision américaine, Arthur Batanides contribue à sept téléfilms (1963-1977) et cent-vingt-cinq séries (1951-1985), dont Alfred Hitchcock présente (deux épisodes, 1958-1959), Les Mystères de l'Ouest (quatre épisodes, 1965-1968), Mission impossible (six épisodes, 1967-1972) et Happy Days (cinq épisodes, 1974-1983).

## Théâtre à Broadway (intégrale)
- 1952 : See the Jaguar de N. Richard Nash, mise en scène de Michael Gordon : Frank

## Filmographie partielle

### Cinéma
(films américains, sauf mention contraire)
- 1954 : Mardi, ça saignera (Black Tuesday) d'Hugo Fregonese : un journaliste à l'exécution
- 1956 : Les Dix Commandements (The Ten Commandments) de Cecil B. DeMille : un hébreu à la porte de Ramsès et au camp du veau d'or
- 1957 : The Unearthly de Boris Petroff (en) : Danny Green
- 1959 : La Fin d'un voyou (Cry Tough) de Paul Stanley : Alvears
- 1960 : Spartacus de Stanley Kubrick : un légionnaire
- 1960 : La Femme sangsue (The Leech Woman) d'Edward Dein : Jerry
- 1975 : Brannigan de Douglas Hickox (film britannique) : Angell
- 1985 : Police Academy 2 (Police Academy 2: Their First Assignment) de Jerry Paris : M. Kirkland
- 1986 : Police Academy 3 (Police Academy 3: Back in Training) de Jerry Paris : M. Kirkland
- 1987 : Police Academy 4 (Police Academy 4: Citizens on Patrol) de Jim Drake : M. Kirkland
- 1989 : Police Academy 6 (Police Academy 6: City Under Siege) de Peter Bonerz : M. Kirkland

### Télévision

#### Séries
- 1957 : La Flèche brisée (Broken Arrow)
  - Saison 2, épisode 1 White Man's Magic : Vasco
- 1957 : Maverick
  - Saison 1, épisode 14 Comstock Conspiracy d'Howard W. Koch : Norman Brock
- 1958 : Peter Gunn
  - Saison 1, épisode 8 Rough Back de Blake Edwards : Gus Triano
- 1958 : Man With a Camera
  - Saison 1, épisode 10 Six Faces of Satan de Boris Sagal : Phil Pike
- 1958-1959 : Alfred Hitchcock présente (Alfred Hitchcock Presents)
  - Saison 4, épisode 3 The Jokester (1958 - le sergent de police) d'Arthur Hiller et épisode 23 I'll Take Care of You (1959 - le détective) de Robert Stevens
- 1958-1959 : Mike Hammer (Mickey Spillane's Mike Hammer), première série
  - Saison 1, épisode 32 Old Folks at Home Blues (1958) de Richard Irving : Ben Keller
  - Saison 2, épisode 38 Siamese Twinge (1959) de William Witney : Jack Slade

- 1959 : Zorro

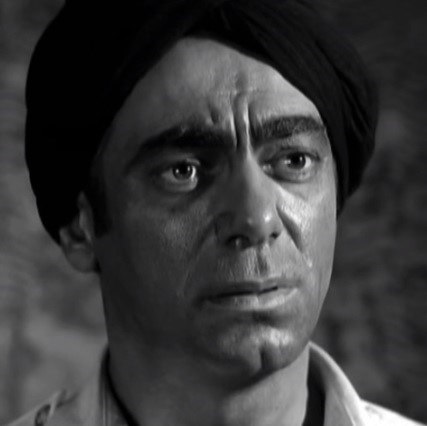
Dans la série One Step Beyond, épisode L'Énigme (1959)

  - Saison 2, épisode 14 Les Fuyards (The Runaways) de William Witney : Lazaro
- 1959 : Monsieur et Madame détective (The Thin Man)
  - Saison 2, épisode 14 Outrageous de Norman Abbott : Steve Bledsoe
- 1959 : One Step Beyond
  - Saison 1, épisode 22 L'Énigme (The Riddle) de John Newland : Gaisingh
- 1959-1961 : Rawhide
  - Saison 2, épisode 10 La Vallée de l'ombre (Incident of the Valley of Shadow, 1959) d'Harmon Jones : Beckstrom
  - Saison 3, épisode 27 Œil blanc (Incident Before Black Pass, 1961) de Ted Post : le bohémien
- 1959-1961 : La Quatrième Dimension (The Twilight Zone)
  - Saison 1, épisode 3 La Seconde Chance (Mr. Denton on Doomsday, 1959) : le meneur
  - Saison 3, épisode 6 Le Miroir (The Mirror, 1961) de Don Medford : Tabal
- 1960 : Bonne chance M. Lucky (Mr. Lucky)
  - Saison unique, épisode 12 Maggie the Witness de Boris Sagal : Bruce
- 1960 : Johnny Staccato
  - Saison unique, épisode 23 Un jeune homme en colère (An Angry Young Man) de Richard Whorf : Louie Socorro
- 1960 : Au nom de la loi (Wanted: Dead or Alive)
  - Saison 2, épisode 28 Vengeance (Vendetta) de George Blair : Allen Stokes
- 1960-1961 : Bonanza
  - Saison 1, épisode 31 L'Étoile des ténèbres (Dark Star, 1960) de Lewis Allen : Spiro
  - Saison 2, épisode 20 Le Fugitif (The Fugitive, 1961) de Lewis Allen : Pablo
- 1961 : Route 66
  - Saison 1, épisode 15 The Clover Throne d'Arthur Hiller : Joe Goss
- 1961 : Ombres sur le soleil (Follow the Sun)
  - Saison unique, épisode 6 Busman's Holiday de Mitchell Leisen : Lloyd
- 1961 : Aventures dans les îles (Adventures in Paradise)
  - Saison 3, épisode 6 Le Héros (Show Me a Hero) de Mitchell Leisen : Brimmer
- 1963 : Perry Mason, première série
  - Saison 6, épisode 13 The Case of the Shoplifter's Shoe d'Arthur Marks : Bill Golding
- 1963 : L'Homme à la carabine (The Rifleman)
  - Saison 5, épisode 24 Old Man Running : « Littleboy » Sherman
- 1963 : Combat !
  - Saison 2, épisodes 4 et 5 The Long Way Home (Part I & II) de Ted Post : Nader
- 1963 : Ben Casey
  - Saison 2, épisode 29 My Enemy Is a Bright Green Sparrow de Robert Butler : Gus
- 1964 : Le Fugitif (The Fugitive)
  - Saison 1, épisode 19 À la recherche d'un fantôme (Search in a Windy City) de Jerry Hopper : Wimpy
- 1964 : Au-delà du réel (The Outer Limits)
  - Saison 1, épisode 22 La Plante inconnue (Specimen: Unknown) de Gerd Oswald : Lieutenant Gavin
- 1964 : Le Jeune Docteur Kildare (Dr. Kildare)
  - Saison 3, épisode 31 The Middle of Ernie Mann de Don Medford : M. Freedman
- 1964-1965 : Gunsmoke ou Police des plaines (Gunsmoke ou Marshal Dillon)
  - Saison 10, épisode 4 The Violators (1964) : Harv Foster
  - Saison 11, épisode 5 Taps for Old Jeb (1965) : Feeter Kreb
- 1965 : L'Homme à la Rolls (Burke's Law), première série
  - Saison 3, épisode 1 Balance of Terror : Spanjard
- 1965-1968 : Les Mystères de l'Ouest (The Wild Wild West)
  - Saison 1, épisode 8 La Nuit du bal fatal (The Night of the Dancing Death, 1965) d'Harvey Hart : Marius Ascoli
  - Saison 2, épisode 18 La Nuit de l'éléphant blanc (The Night of the Gypsy Peril, 1967) d'Alan Crosland Jr. : Scullen
  - Saison 3, épisode 24 La Nuit de la conjuration (The Night of the Death Maker, 1968) d'Irving J. Moore : le sergent
  - Saison 4, épisode 12 La Nuit de la revanche (The Night of Miguelito's Revenge, 1968) de James B. Clark : Pylo
- 1966 : Max la Menace (Get Smart)
  - Saison 1, épisode 16 Agent double (Double Agent) de Frank McDonald : le premier agent de KAOS
- 1966 : Les Aventuriers du Far West (Death Valley Days)
  - Saison 14, épisode 22 The Firebrand : Varella
- 1966 : Des agents très spéciaux (The Man from U.N.C.L.E.)
  - Saison 3, épisode 7 La Colombe de la paix (The Thor Affair) : Mohan Kiru
- 1966-1967 : Les Espions (I Spy)
  - Saison 2, épisodes 11 et 12 La Madone des offices, 1re et 2e parties (To Florence With Love, Parts I & II, 1966) de Robert Butler : Rocco
  - Saison 3, épisode 4 La Boîte mystérieuse (The Medarra Block, 1967 - Hamid) d'Earl Bellamy, épisode 5 Philotemo (1967 - Constantinos) d'Earl Bellamy, et épisode 11 Œdipe à Colone (Oedipus at Colonus, 1967 - le premier homme fort) de Christian Nyby
- 1967 : Au cœur du temps (The Time Tunnel)
  - Saison unique, épisode 26 L'Attaque des barbares (Attack of the Barbarians) : Batu
- 1967 : Le Frelon vert (The Green Hornet)
  - Saison unique, épisodes 25 et 26 L'Abominable Dr Maboul, 1re et 2e parties (Invasion from Outer Space, Parts I & II) : Shugo
- 1967 : Perdus dans l'espace (Lost in Space)
  - Saison 3, épisode 5 Les Primitifs (The Space Primevals) de Nathan Juran : Rongah
- 1967 : Cimarron
  - Saison unique, épisode 5 Chasse à l'homme (The Hunted) d'Alvin Ganzer : Woods
- 1967-1972 : Mission impossible (Mission: Impossible)
  - Saison 1, épisode 17 Coup monté (The Frame, 1967) : Tino
  - Saison 3, épisode 17 Au plus offrant (Doomsday, 1969) de John Llewellyn Moxey : Kura
  - Saison 4, épisode 6 Le Commandant (Commandante, 1969) : Père Paolo Dominguin
  - Saison 5, épisode 11 Le Rebelle (The Rebel, 1970 - Lieutenant Kappelo) et épisode 22 La Réception (The Party, 1971 - Valenkoff)
  - Saison 6, épisode 16 La Pellicule (Stone Pillow, 1972) de Leslie H. Martinson : Joe Fort
- 1969 : Star Trek
  - Saison 3, épisode 17 Les Survivants (That Which Survives) : Lieutenant D'Amato
- 1969 : La Nouvelle Équipe (The Mod Squad)
  - Saison 2, épisode 3 An Eye for An Eye d'Earl Bellamy : Frank Devon
- 1970 : Opération vol (It Takes a Thief)
  - Saison 3, épisode 17 Les Doigts de fée (Touch of Magic) de Gerd Oswald : le deuxième passager
- 1970 : Daniel Boone
  - Saison 6, épisode 21 Readin', Ritin', and Revolt : Chef Tekwatana
- 1970 : Les Règles du jeu (The Name of the Game)
  - Saison 3, épisode 14 The Glory Shoulter de Joseph Pevney : Sergent Bonelli
- 1971 : Hawaï police d'État (Hawaii Five-0)
  - Saison 3, épisode 20 Trafic d'armes (The Gunrunner) : le consul
- 1972 : Les Rues de San Francisco (The Streets of San Francisco)
  - Saison 1, épisode 13 Le vin est tiré (Bitter Wine) de Christian Nyby : le maître d'hôtel
- 1973 : Un shérif à New York (McCloud)
  - Saison 3, épisode 4 Le Crépuscule au bout du monde (Showdown at the End of the World) de Lou Antonio : Andy Falco
- 1973 : Mannix
  - Saison 6, épisode 16 L'Homme de nulle part (The Man Who Wasn't There) : Emmett Trask
- 1973 : L'Homme de fer (Ironside)
  - Saison 6, épisode 22 Le Tunnel (All Honorable Men) de Russ Mayberry : Sergent Manny Mankiewicz
- 1974 : Columbo
  - Saison 3, épisode 6 Au-delà de la folie (Mind Over Mayhem) d'Alf Kjellin : Murph
- 1974-1983 : Happy Days
  - Saison 1, épisode 8 Nuit au palace (The Skin Game, 1974) de Mel Ferber : Eddie
  - Saison 4, épisode 9 Richie grand reporter (The Muckrackers, 1976) de Jerry Paris : Louie
  - Saison 6, épisode 10 Le Gang (The Claw Meets the Fong, 1978) de Jerry Paris : « The Claw »
  - Saison 7, épisode 23 Potsie et le show business (A Potsie Is Born, 1980) de Jerry Paris : Eddie
  - Saison 11, épisode 6 Le Tournoi de boxe (Glove Story, 1983) de Jerry Paris : l'arbitre
- 1975-1977 : Police Story
  - Saison 3, épisode 6 Face for a Shadow (1975) : Munroe
  - Saison 4, épisode 22 Prime Rib (1977) de Don McDougall : Gamboa
- 1977 : L'Homme de l'Atlantide (Man from Atlantis)
  - Saison unique, épisode 4 La Disparition (The Disappearances) de Charles S. Dubin : le détective
- 1978 : Wonder Woman
  - Saison 2, épisode 16 Un diamant pour Wonder Woman (Death in Disguise) d'Alan Crosland Jr. : Krug
  - Saison 3, épisode 11 L'Or du butin (Pot of Gold) de Gordon Hessler : Maxwell
- 1978-1981 : Lou Grant
  - Saison 1, épisode 21 Poison (1978) de Gene Reynolds : l'étranger
  - Saison 2, épisode 12 Denial (1979) de Charles S. Dubin : le barman
  - Saison 3, épisode 22 Influence (1980) de Gene Reynolds : Jesse Ryan
  - Saison 4, épisode 13 Strike (1981) de Gene Reynolds : le chauffeur
- 1982 : Quincy (Quincy, M.E.)
  - Saison 8, épisode 1 Baby Rattlesnakes : John Cole
- 1985 : K 2000 (Knight Rider)
  - Saison 4, épisode 8 Joyeux anniversaire (Many Happy Returns) : Henry Quincy

#### Téléfilms
- 1971 : The Feminist and the Fuzz (en) de Jerry Paris : Joe
- 1972 : Le Coup (The Heist) de Don McDougall : Frank D'Amico
- 1972 : Evil Roy Slade (en) de Jerry Paris : Lee
- 1976 : The Lindbergh Kidnapping Case (en) de Buzz Kulik : Dawson
- 1977 : La Dernière Fanfare (en) (The Last Hurrah) de Vincent Sherman : Ben Morrow